# Mikołaj Hieronim Gołyński
Mikołaj Hieronim Gołyński herbu Prawdzic (zm. w 1705 roku) – sędzia kamieniecki w latach 1687–1701, miecznik halicki w latach 1682–1685.
Poseł sejmiku halickiego na sejm 1678/1679 roku, poseł  sejmiku podolskiego na sejm 1685 roku, sejm nadzwyczajny 1688/1689 roku.
Jako porucznik chorągwi pancernej Piotra Daniłowicza, starosty lubelskiego w pułku jazdy Jego Królewskiej Mości był posłem od wojska koronnego na sejm 1683 roku. 
5 lipca 1697 roku podpisał w Warszawie obwieszczenie do poparcia wolnej elekcji, które zwoływało szlachtę na zjazd w obronie naruszonych praw Rzeczypospolitej.